# Ława sądowa
Ława sądowa – organ władzy miejscowej miast i wsi lokowanych na prawie niemieckim z okresu XIII–XVIII wieku.
Był powoływany przez właściciela gruntowego lub wybierany przez ogół mieszkańców, w późniejszym okresie także przez radę miejską, która liczyła 7–12 członków, zwanych ławnikami.
Rozróżniano 3 rodzaje sądów ławniczych:
1. sąd wielki (m.in. roki wielkie gajone), które odbywały się 3 razy do roku,
2. sąd ławniczy na potrzeby bieżące i zbierający się co 2 tygodnie,
3. ławniczy sąd nadzwyczajny, który był zwoływany w nagłych sprawach kryminalnych.

Do zadań ław sądowych należało nadawanie mocy prawnej finansowym transakcjom, testamentom, umowom. Nie miała wpływu na niektóre z poważniejszych spraw, np. w Krakowie nie sądziła gwałtu, skrytobójstwa i napadu na dom. Spod jurysdykcji ławy sądowej wyłączona była szlachta, duchowieństwo, Żydzi.

## Ławy miejskie

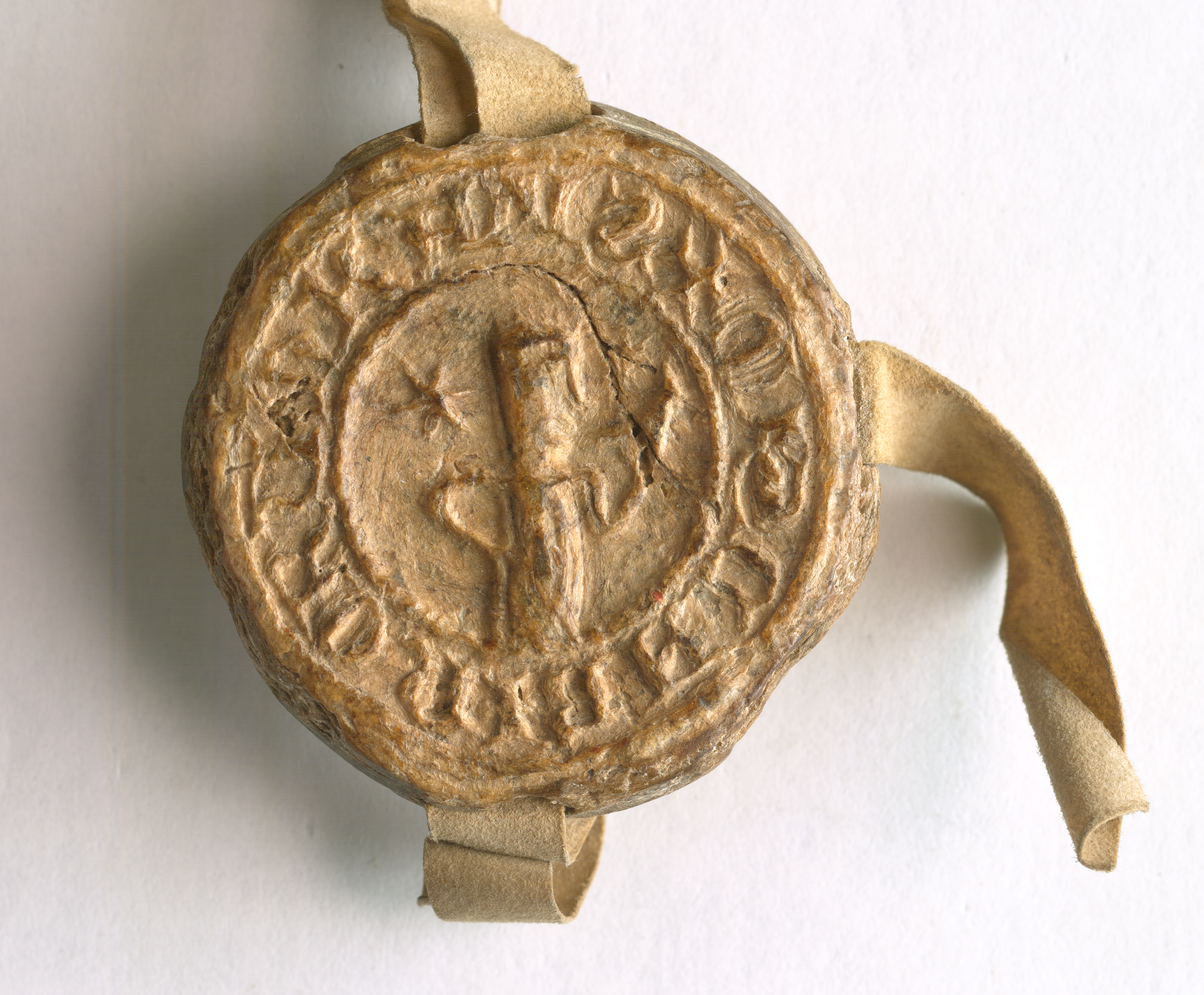
Pieczęć ławy m. Kalisza, 1425

Ława sądowa miejska była w dawnej Polsce organem miejskim posiadającym prawo sądownicze. Ława miejska wraz z radą miasta wchodziła w skład patrycjatu. Składała się z wójta, landwójta i sześciu ławników. Ławy miejskie występowały tylko w miastach i mogli w nich zasiadać tylko mieszczanie (miała też swój wiejski odpowiednik, czyli ławy wiejskie). Ławnicy wybierani byli początkowo na rok, a później mianowani dożywotnio. Ławy sądowe miejskie zniosła Konstytucja 3 maja w 1791 roku.

## Ławy wiejskie
Wieś na prawie niemieckim miała samorząd, którego organem była ława złożona z kilku (2–7) członków pod przewodnictwem sołtysa. Ława była dla chłopów sądem pierwszej instancji. Rozprawy w oznaczonych terminach odbywały się na rokach gajonych. Od wyroków ławy przysługiwało stronom prawo odwołania się do pana-właściciela wsi. Z kolei „ten na mocy immunitetu miał prawo sądu, ale w przywileju lokacyjnym zrzekał się go na rzecz ławy i sołtysa, zachowując sobie zazwyczaj sąd w najcięższych i najbardziej skomplikowanych sprawach, odbywany na tzw. »rokach wielkich gajonych«. W wypadku sporu między chłopem a panem, chłop mógł odwołać się do sądu państwowego właściwego dla pana i pozwanego”. Ławy sądowe wiejskie zaczęły zanikać w XVI wieku.